# Вода (песен)
Вижте пояснителната страница за други значения на Вода.
„Вода“ е българска народна песен, със съвременен вариант, с която дуетът Елица Тодорова и Стоян Янкулов представя България на конкурса Евровизия 2007.
Песента се класира на 5-о място.